# Antiaromatičnost
Antiaromatičnost je značilnost cikličnih molekul s π-elektronskim sistemom, ki imajo višjo energijo zaradi prisotnosti 4n elektronov v njem. Za razliko od aromatskih spojin, ki sledijo Hücklovemu pravilu (4n+2 π-elektronov) in so zelo stabilne, so antiaromatske spojine zelo nestabilne in zelo reaktivne. Da bi se izognile antiaromatski nestabilnosti, lahko molekule spreminjajo obliko, postanejo neplanarne in tako prekinejo nekatere π-interakcije. V nasprotju z diamagnetnim obročnim tokom, prisotnim pri aromatskih spojinah, imajo antiaromatske spojine paramagnetni obročni tok, kar lahko spremljamo z NMR spektroskopijo.
Primeri antiaromatskih spojin so pentalen (A), bifenilen (B) in ciklopentadienil kation (C). Prototipni primer antiaromatičnosti je ciklobutadien, ki je predmet razprave, saj nekateri znanstveniki trdijo, da antiaromatičnost ni poglavitni dejavnik, ki prispeva k njegovi destabilizaciji.
Ciklooktatetraen je primer molekule, ki prevzame neplanarno geometrijo, da bi se izognil destabilizaciji, ki izhaja iz antiaromatičnosti. Če bi bila molekula planarna, bi imela en sam 8-elektronski π-sistem okoli obroča, vendar namesto tega sprejme obliko kadi s štirimi posameznimi π-vezmi. Ker so antiaromatske spojine pogosto kratkožive in težko obvladljive pri eksperimentih, je antiaromatska destabilizacijska energija pogosto določena s simulacijami, ne pa z eksperimentiranjem.

## Opredelitev
Izraz »antiaromatičnost« je prvi predlagal Ronald Breslow leta 1967 kot »stanje, v katerem je ciklična delokalizacija elektronov destabilizirajoča«. IUPAC merila za antiaromatičnost so:
1. Molekula mora biti ciklična.
2. Molekula mora biti planarna.
3. Molekula mora imeti popolno konjugiran sistem π-elektronov znotraj obroča.
4. Molekula mora imeti 4n π-elektronov, kjer je n vsako naravno število v konjugiranem π-sistemu.

Od aromatičnosti se torej razlikuje v četrtem kriteriju: aromatske molekule imajo 4n + 2 π-elektronov v konjugiranem π-sistemu in zato sledijo Hücklovemu pravilu. Nearomatske molekule so lahko aciklične, neplanarne ali pa nimajo popolno konjugiranega π-sistema znotraj obroča.
| spojina                                                      | aromatska             | antiaromatska     | nearomatska                                      |
| ------------------------------------------------------------ | --------------------- | ----------------- | ------------------------------------------------ |
| Je ciklična?                                                 | da                    | da                | Ne izpolnjuje vsaj enega od teh treh kriterijev. |
| Ima popolnoma konjugiran sistem p-orbital v obroču molekule? | da                    | da                | Ne izpolnjuje vsaj enega od teh treh kriterijev. |
| Je planarna?                                                 | da                    | da                | Ne izpolnjuje vsaj enega od teh treh kriterijev. |
| Koliko π-elektronov ima v konjugiranem sistemu?              | 4n + 2 (2, 6, 10 ...) | 4n (4, 8, 12 ...) | /                                                |